# Cécile Chaminade
Cécile Louise Stéphanie Chaminade (Parigi, 8 agosto 1857 – Montecarlo, 13 aprile 1944) è stata una pianista e compositrice francese.

## Opere

### Con numero d'opus
- Op. 3, Scherzo-étude
- Op. 4, Caprice-étude
- Op. 5, Menuet
- Op. 6, Berceuse
- Op. 7, Barcarolle
- Op. 8, Chaconne (1879)
- Op. 9, 2 pièces : 1 (sol majeur) Pièce romantique (1880), 2 Gavotte
- Op. 10, Scherzando
- Op. 11, Trio avec piano #1 (sol mineur) : 1 allegro ; 2 andante ; 3 presto leggiero ; 4 allegro molto agitato (1881)
- Op. 12, Pastorale enfantine (1881)
- Op. 18, Capriccio pour violon et piano (1881)
- Op. 19, La Sévillane, ouverture
- Op. 21, Sonate (ut mineur): 1 allegro appassionato ; 2 andante ; 3 allegro (1881)
- Op. 22, Orientale
- Op. 23, Menuet (si mineur) (1881)
- Op. 24, Libellules (1881)
- Op. 25, Deux morceaux: 1 Duetto; 2 Zingara;
- Op. 28, Étude symphonique (si bémol majeur) (1883)
- Op. 29, Sérénade (ré majeur) (1884)
- Op. 30, Air de ballet (sol majeur) (1884)
- Op. 32, Guitare (1885) - disponibile in versione midi su Early women masters.
- Op. 33, Valse caprice (1885)
- Op. 35, 6 études de concert : 1 (ut majeur) Scherzo ; 2 (ré bémol majeur) Automne ; 3 Fileuse ; 4 Appassionato 5 (fa majeur) Impromptu ; 6 (ré majeur) Tarantelle (1886)
- Op. 34, Trio avec piano #2 (ut mineur) : 1 allegro moderato ; 2 lento ; 3 allegro energico (1887)
- Op. 36, 2 pièces : 1 ; 2 Pas des cymbales (1887)
- Op. 37, Airs de Ballet : 1 ; 2 Pas des amphores ; 3 Pas des écharpes ; 4 Callirhöe ; 5 Danse pastorale (1888)
- Op. 38, Marine (1887)
- Op. 39, Toccata (1887)
- Op. 40, Concertstück pour piano et orchestre
- Op. 41, Air de ballet. Pierrette (mi bémol majeur) (1889)
- Op. 42, Les Willis, caprice (1889)
- Op. 43, Gigue (ré majeur) (1889)
- Op. 50, La lisonjera (sol bémol majeur) (1890)
- Op. 51, La livry, air de ballet (1890?)
- Op. 52, Capriccio appassionato (1890)
- Op. 53, Arlequine (fa majeur) (1890)
- Op. 54, Caprice espagnol. Lolita (ré bémol majeur) (1890)
- Op. 55, 6 pièces romantiques: 6 rigaudon (1890)
- Op. 56, Scaramouche (1890)
- Op. 57, Havanaise (1891)
- Op. 58, Mazurk suédoise (1891)
- Op. 60, Les sylvains (1892)
- Op. 61, Arabesque (1892)
- Op. 66, Studio (1892)
- Op. 67, Caprice espagnol. La morena (1892)
- Op. 73, Valse carnavalesque (1894)
- Op. 74, Pièce dans le style ancien (1893)
- Op. 75, Danse ancienne (1893)
- Op. 76, 6 romances sans paroles : 1 souvenance ; 2 (mi majeur) élévation ; 3 idylle ; 4 églogue ; 5 chanson bretonne ; 6 méditation (1894)
- Op. 77, Deuxième valse(1895)
- Op. 78, Prélude (1895)
- Op. 80, Troisième valse brillante (1898)
- Op. 81, Terpsichore, sixième air de ballet (1896)
- Op. 82, Chanson napolitaine (1896)
- Op. 83, Ritournelle (1896)
- Op. 84, Trois préludes mélodiques (1896)
- Op. 85, Vert-Galant (1896)
- Op. 86, Romances sans paroles: 1 souvenance; 2 élévation;
- Op. 87, 6 pièces humoristiques: 2 sous bois ; 3 inquiétude ; 4 autrefois ; 5 consolation ; 6 norvégienne (1897)
- Op. 88, Rimembranza (1898)
- Op. 89, thème varié (la majeur) (1898)
- Op. 90, Légende (1898)
- Op. 91, Valse #4 (ré dièse mineur) (1898)
- Op. 92, Deuxième arabesque (1898)
- Op. 93, Valse humoristique (1906)
- Op. 94, Havanaise #2 danse créole (1898)
- Op. 95, Trois danses anciennes : 1 passepied; 2 pavane; 3 courante (1899)
- Op. 97, Rondeaux pour violon et piano (1899)
- Op. 98, 6 feuillets d’album: 1 promenade ; 2 scherzetto ; 3 (ré bémol majeur) élégie ; 4 valse arabesque ; 5 chanson russe ; 6 rondo allègre (1900)
- Op. 101, L’ondine (1900) - disponibile in versione midi su Early women masters.
- Op. 103, Moment musical (1900)
- Op. 104, Tristesse (ut dièse mineur) (1901)
- Op. 105, Divertissement (1901)
- Op. 106, Expansion (1901)
- Op. 107, Concertino pour flûte et orchestre en ré majeur (1902)
- Op. 108, Agitato (1902)
- Op. 109, Cinquième valse (1903)
- Op. 110, Novelette (1902)
- Op. 111, Souvenir lointains (1911)
- Op. 112, Sixième valse, valse-ballet (1904)
- Op. 113, Caprice humoristique (1904)
- Op. 114, pastorale (1904)
- Op. 115, Valse #7 valse romantique (1905)
- Op. 116, Sous le masque (1905)
- Op. 118, Étude mélodique (sol bémol majeur) (1906)
- Op. 119, Valse tendre (fa majeur) (1906)
- Op. 120, Variations sur un thème original(1906)
- Op. 122, 3 contes bleus : 2 (1906)
- Op. 123, Album d’enfants : 2 intermezzo. pas de sylphes ; 4 rondeau ; 5 gavotte ; 9 orientale ; 10) tarantelle (1906)
- Op. 124, Étude pathétique (si mineur) (1906)
- Op. 126, Album d’enfants : 1 idylle ; 2 aubade ; 3 rigaudon ; 4 Églogue ; 5 ballade ; 6 scherzo-valse ; 7 élégie ; 8 novelette ; 9 patrouille ; 10 villanelle ; 11 conte de fées ; 12 valse mignonne (1907)
- Op. 127, 4 Poèmes provençaux : 1 dans la lande ; 2 solitude ; 3 le passé ; 4 pêcheurs de nuit (1908)
- Op. 130, Passacaille (mi majeur) (1909)
- Op. 131, Marche américaine (1921) - disponibile in versione midi su Early women masters.
- Op. 134, Le retour (1909)
- Op. 137, Romance (ré majeur) (1910)
- Op. 139, Étude scolastique (1910)
- Op. 142, Sérénade aux étoiles (1911)
- Op. 143, Cortège (1911)
- Op. 148, Scherzo-valse (1913)
- Op. 155, Au pays dévasté (1919)
- Op. 158, Danse païenne (1919)
- Op. 160, Les Sirènes (1920)
- Op. 164, Air à danser (1923)
- Op. 150, Sérénade espagnole (1925)
- Op. 165, Nocturne (1925)
- Op. 167, Messe pour deux voix égales

### Senza numero d'opus
- Les Rêves (1876)
- Te souviens-tu? (1878)
- Auprès de ma mie (1888)
- Voisinage (1888)
- Nice-la-belle (1889)
- Rosemonde (1890)
- L’Anneau d’argent (1891) -poème de Rosemonde Gérard
- Plaintes d’amour (1891)
- Viens, mon bien-aimé! (1892)
- L’Amour captif (1893) -poème de Thérèse Maquet
- Ma première lettre (1893)
- Malgré nous! (1893)
- Si j’étais jardinier (1893)
- L’Été (1894)
- Mignonne (1894) -poème de Ronsard
- Sombrero (1894)
- Villanelle (1894)
- Espoir (1895)
- Ronde d’amour (1895)
- Chanson triste (1898)
- Mots d’amour (1898)
- Alleluia (1901)
- Au firmament (1901)
- Écrin! (1902)
- Bonne humeur! (1903)
- Menuet (1904)
- La Lune paresseuse (1905)
- Je voudrais (1912)
- Attente. au pays de Provence (1914)